# Вертипорох, Владимир Иванович
Влади́мир Ива́нович Вертипорох (26 декабря 1914, Бердянск — 15 февраля 1960, Пекин) — советский разведчик, генерал-майор.

## Биография
Родился в украинской семье служащего. С 1930 года работал упаковщиком упаковочной базы по отправке фруктов (Бердянск), учеником слесаря, учился в школе ФЗУ; с 1932 — слесарь на заводе имени Первого мая. В 1933—1938 годах учился в Московском химико-технологическом институте, по окончании которого служил в Главном экономическом управлении НКВД (оперуполномоченный 4-го отделения 2-го отдела, с 1939 — старший оперуполномоченный 7-го отделения 1-го отдела). В 1939 году находился в командировке на Дальнем Востоке, обеспечивал бесперебойность поставок рыбопродуктов. С 31 октября 1939 года в Осташковском лагере УПВИ НКВД проводил вербовку и работу с агентурой среди польских военнопленных. С 1940 года — заместитель начальника 6-го отделения 1-го отдела Главного экономического управления НКВД СССР. В 1941 году вступил в ВКП(б).
С началом Великой Отечественной войны в составе спецгруппы выезжал в Гомель, затем в Киев, где организовывал подпольную работу, готовил и забрасывал в немецкий тыл разведывательные агентурные группы. С 1941 года — заместитель начальника 2-го отделения 6-го отдела 1-го управления НКВД СССР.
С 1942 года возглавлял резидентуру внешней разведки в Мешхеде (Иран), осуществлял оперативные мероприятия против гитлеровской агентуры в Иране, получил ценную разведывательную информацию. В 1943 году участвовал в обеспечении безопасности работы Тегеранской конференции. За время работы в Иране выучил фарси. Лично отремонтировал единственный в Мешхеде артезианский колодец, что произвело большое впечатление на местное население.
С 1947 года — старший помощник начальника 2-го отдела 3-го управления Комитета информации. В 1948—1953 годах — резидент внешней разведки в Израиле под фамилией Рожков; создал агентурную сеть, решавшую разведывательные задачи как в Израиле, так и в других странах, включая США; привлек к сотрудничеству ряд ценных источников; вывел в США несколько агентов.
С 1953 года служил в Москве: заместитель начальника 7-го отдела, начальник 1-го сектора 4-го отдела (с мая 1953), начальник 4-го отдела 2-го Главного управления МВД СССР; начальник 4-го отдела (с марта 1954), исполняющий обязанности заместителя начальника 1-го Главного управления КГБ при СМ СССР (с июля 1954), начальник 13-го отдела (с апреля 1955) 1-го Главного управления КГБ при СМ СССР; генерал-майор (1956).

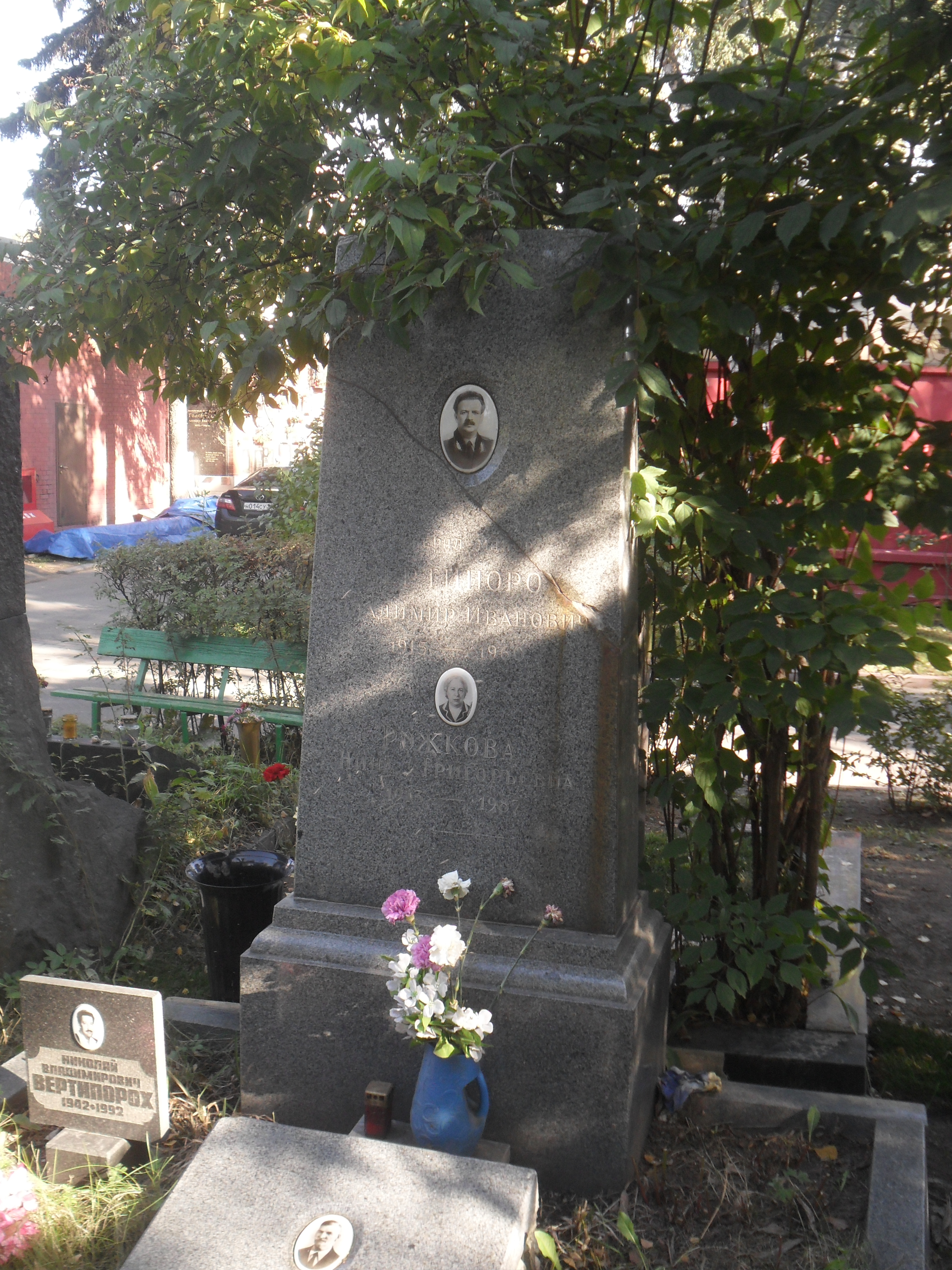
Могила В. И. Вертипороха на Новодевичьем кладбище Москвы.

С 1957 года — представитель внешней разведки в Китае в должности старшего советника КГБ по вопросам безопасности при Министерстве общественной безопасности КНР.
15 февраля 1960 года умер от сердечного приступа. Похоронен на Новодевичьем кладбище в Москве.

## Награды
- орден Ленина
- орден Красной Звезды
- медаль «За боевые заслуги»
- медали
- нагрудный знак «Почётный сотрудник госбезопасности»[5].